# Impostures intellectuelles
 (septembre 2020).
Impostures intellectuelles est un ouvrage d'Alan Sokal et Jean Bricmont publié en français en 1997.
L'ouvrage constitue une critique de ce que les auteurs regroupent sous le nom de « philosophie postmoderne ». Il vise en particulier des penseurs qui utilisent les concepts ou le vocabulaire des mathématiques ou de la physique, relève des erreurs, dénonce des pensées vides de sens et commente des extraits de livres de Jacques Lacan, Julia Kristeva, Luce Irigaray, Bruno Latour, Jean Baudrillard, Gilles Deleuze, Félix Guattari, et Paul Virilio. 
Cet ouvrage a été publié en anglais l'année suivante sous le titre Fashionable Nonsense: Postmodern Intellectuals' Abuse of Science.
Une nouvelle édition française, revue et augmentée, est sortie en 1999.

## Contexte
Au cours du XXe siècle, la sociologie des sciences et la philosophie des sciences ont vu se développer des courants relativisant radicalement la valeur des thèses admises en science en tant que vérités. Certains défendaient l'idée que les connaissances scientifiques telles qu'elles existent ne sont pas des descriptions d'une réalité extérieure à la société, mais une simple construction de la société humaine. Dans le débat aux États-Unis, les défenseurs de cette position étaient appelés « postmodernes », leurs adversaires étant les « réalistes ».
En 1996, la revue de sciences humaines Social Text publia un recueil d'articles allant dans le sens des postmodernes, sous le nom Science wars. Mais le physicien Alan Sokal parvint à faire publier parmi ces articles une parodie d'article scientifique (intitulé : Transgresser les frontières : vers une herméneutique transformative de la gravitation quantique), volontairement absurde. Cet épisode est appelé « affaire Sokal ».
Le canular l'ayant rendu assez célèbre, Sokal s'associa au physicien belge Jean Bricmont pour écrire un livre détaillant son point de vue sur ce qu'il cherchait à mettre en évidence.

## L'objectif de l'ouvrage
L'introduction du livre annonce les intentions des auteurs en ces termes :
« Le but de cet essai est d’apporter une contribution, limitée mais originale, à la critique de la nébuleuse postmoderne. Nous ne prétendons pas analyser celle-ci en général mais plutôt attirer l’attention sur des aspects relativement peu connus, atteignant néanmoins le niveau de l'imposture, à savoir l’abus réitéré de concepts et de termes provenant des sciences physico-mathématiques. Plus généralement, nous analyserons certaines confusions intellectuelles, fort répandues dans les écrits post-modernes, qui portent à la fois sur le contenu du discours scientifique et sur sa philosophie.»

## Critique du post-modernisme
Selon les auteurs, le mot « abus » désigne une ou plusieurs des caractéristiques suivantes :
- Parler abondamment de théories scientifiques dont on n'a, au mieux, qu'une très vague idée. Dans la plupart des cas, les auteurs visés par ce travail ne font qu'utiliser une terminologie para-scientifique sans trop se soucier de la véritable signification des mots.

- Importer des notions de sciences exactes dans les sciences humaines sans donner la moindre justification empirique ou conceptuelle à cette démarche. Un biologiste qui voudrait utiliser dans son domaine de recherche des notions élémentaires de topologie (telles que le tore), de la théorie des ensembles ou encore de la géométrie différentielle, serait prié de donner quelques explications. Une vague analogie ne serait pas prise très au sérieux par ses collègues. Par exemple, Lacan écrit que la structure du névrosé est exactement le tore, Kristeva que le langage poétique relève de la puissance du continu et Baudrillard que les guerres modernes se déroulent dans un espace non-euclidien.

- Exhiber une érudition superficielle dans un contexte où il n'a aucune pertinence.

- Manipuler des phrases dénuées de sens et se livrer à des jeux de mots. Il s'agit d'une véritable intoxication verbale, combinée à une indifférence pour la signification des termes utilisés.

- Parler avec une assurance que la compétence des auteurs ne justifie nullement. Jacques Lacan se vante d'utiliser « le plus récent développement de la topologie » et Bruno Latour se demande s'il n'a pas appris quelque chose à Einstein.

Au-delà des querelles de chapelles et de personnes, la dispute porte sur la façon de parler des sciences, certains procédés rhétoriques s'apparentant à un usage détourné du prestige des sciences exactes, une forme d'extension de l'argument d'autorité qui permet de donner un vernis de rigueur à son discours. Pour Sokal et Bricmont, les auteurs attaqués ont cru que personne ne relèverait leur usage abusif des concepts scientifiques. Qui est assez autorisé pour s'écrier que « le roi est nu » ? Le but des auteurs est justement de dire que le roi est nu. 
Ils ne veulent nullement attaquer les sciences humaines ou la philosophie en général ; au contraire, ils pensent que ces domaines sont fort importants et veulent mettre en garde ceux qui y travaillent (surtout les jeunes) contre des exemples manifestes de charlatanisme. En particulier ils veulent « déconstruire » la réputation qu’ont ces textes d'être profonds parce que difficiles. Dans bien des cas, ils peuvent montrer que s’ils semblent incompréhensibles, c’est pour la bonne raison qu’ils ne veulent rien dire.

## Réactions
Le livre a suscité un numéro de la revue Alliage intitulé Impostures scientifiques, les malentendus de l'affaire Sokal, critiquant le travail d'Alan Sokal et Jean Bricmont : selon les participants — certains des participants étant des « cibles » de Sokal et Bricmont — de la revue, Latour n'a fait aucune erreur dans son interprétation de la théorie de la relativité, ni Lacan en topologie, au sujet duquel Nathalie Charraud, qui se présente elle-même comme mathématicienne et psychanalyste, affirme que « les attaques de Sokal et Bricmont, [...] reposent toutes sur une certaine précipitation, une immense mauvaise foi, et une volonté de n'en rien savoir de la psychanalyse. Leur conclusion concernant Lacan est particulièrement consternante d'arrogance et de prétention. Les connaissances mathématiques de Lacan sont loin d'être « superficielles », il savait s'entourer de mathématiciens qui lui apportaient la garantie nécessaire dans ses avancées ; les propriétés qu'il exploitait ne sont jamais fausses, même si, aux yeux des spécialistes, elles sont présentées sous une formulation inhabituelle, qui prouve qu'il les avait travaillées et assimilées pour en faire quelque chose de personnel, ce que précisément ne supportent pas Sokal et Bricmont ».  
À l'inverse Jacques Bouveresse, philosophe spécialiste en épistémologie, a rédigé de son côté un opuscule, Prodiges et vertiges de l'analogie, où il soutient largement Sokal et Bricmont et où il s'intéresse de près à une « imposture » particulière : l'usage douteux que fait Régis Debray des travaux de Kurt Gödel. Il a aussi écrit plusieurs articles sur le sujet.
De manière assez amusante, Jacques Bouveresse a rapidement prophétisé que cette affaire ne ferait que renforcer le prestige des cibles d'Alan Sokal, vues comme les victimes d'attaques antifrançaises d'un Américain. Cette interprétation a effectivement été très répandue parmi les opposants à Sokal. Surtout, le livre fut classé comme critique de droite, ce qui déplut à Sokal - qui se réclame de gauche et prétendait justement protéger la gauche des charlatans ; Sokal avait précisément critiqué cette démarche de politisation en accusant dans son texte parodique Gross et Levitt d'avoir attaqué Derrida parce qu'il est de gauche, alors que la critique de Derrida était purement physique.
Noam Chomsky disait que ce livre était « très important » et que « beaucoup de la critique dite “gauche” [de la science] semble être n'importe quoi »
D'une manière générale, le travail de Sokal et Bricmont a provoqué les réactions suivantes dans la presse (c'est surtout en France qu'il y a eu des réactions passionnées) :
- Dénonciation d'un complot antifrançais ou antiphilosophique de la part des partisans des cibles du livre[7].
- Applaudissement et appel au retour au sérieux de la part de leurs détracteurs.
- Acceptation du contenu mais critique de la méthode de la part d'une assez large partie des intervenants : Sciences et Avenir doute que la compréhension des sciences dures soit suffisante pour juger les intellectuels la mêlant aux disciplines littéraires, Le Canard enchaîné trouve tout simplement les remarques sans intérêt (le journaliste considère qu'on savait depuis longtemps que ces textes n'étaient pas bâtis sur des sciences dures correctement agencées) ; de plus, certains journaux font remarquer qu'il faut croire sur parole les auteurs en ce qui concerne les mathématiques et la physique.
- Souvent, les applaudissements sont réservés : par exemple Sokal et Bricmont ont été critiqués[Par qui ?] pour avoir adopté un ton trop dur avec les philosophes analysant la relativité alors que leurs textes datent d'une époque où les physiciens ne l'avaient pas encore assimilée[réf. nécessaire]. Souvent, on reproche aux auteurs leur manque de pédagogie : leur critique de Latour n'améliore pas la compréhension de la relativité. Les auteurs ne prétendent d'ailleurs pas expliquer ces erreurs, arguant du fait que de très bons livres ont déjà été écrits sur le sujet et explicitement conseillés aux intéressés par le passé. [réf. nécessaire]